# Carmen Frías Arroyo
Carmen Frías Arroyo (Bétera, 1938 - Madrid, 31 de maig de 2019) va ser una muntadora de cinema espanyola que va treballar en més de vuitanta pel·lícules. Va guanyar dos premis Goya per El sueño del mono loco i Belle Époque. També va ser candidata per La niña de tus ojos, Calle 54 i El baile de la Victoria, optant en total en cinc ocasions al Goya al millor muntatge.

## Biografia
A causa de la Guerra Civil neix a Bétera, encara que es cria a Madrid.
Per recomanació del seu pare, l'atrezzista republicà Manuel Frías, va fer el seu primer treball com a meritòria de muntatge amb Petra de Nieva quan encara era adolescent. Nieva estava editant la pel·lícula Brindis al cielo (1953), de José Buchs Echeandia. Frías va treballar després com a ajudant d'altres muntadors en la dècada de 1950 i de 1960, i va ser auxiliar de Pedro del Rey i Magdalena Pulido.
Ella sempre va explicar que el seu veritable mentor en la tècnica per a arribar més lluny va ser Antonio Isasi-Isasmendi, qui començava el muntatge de les seves pròpies pel·lícules abans d'escriure-les i dirigir-les i que a més rodava 100.000 metres quan la mitjana de les pel·lícules espanyoles era de 20.000 o 30.000 metres. Amb ell va adquirir tota l'experiència i va prendre com a consciència de ser una bona muntadora.
A meitat dels anys 1960 es va traslladar a Cadis, on treballava el seu marit. En 1971 va tornar a Madrid i va treballar en Televisió Espanyola durant un any. Va ser acomiadada després de ser detinguda per la seva pertinença al Partit Comunista. En temps de la Transició va retornar a RTVE i va desenvolupar la seva carrera en l'ens fins als anys 1980, quan Fernando Trueba la va convèncer perquè es dediqués al cinema en exclusiva.
Frías explicava: «La sala de muntatge no és un confessionari, sinó una sala d'intimitat. Aquí es reescriu el guió de la pel·lícula. Es va veient com queda, com funcionarà davant el públic. El director està molt nu i es crea una relació molt estreta. Quan la relació funciona bé? És una qüestió de pell. Si es tenen les mateixes idees de seguida es troben aquests punts en comú. Si no sorgeixen al principi, ja no es trobaran [i] quan estic muntant una pel·lícula treballo a les ordres del director i a les ordres del productor en l'econòmic. Però el que jo tinc al cap, en el front, és el públic. Pot semblar una ximpleria, però realment jo treballo per a l'espectador. Mai he deixat de ser espectadora».
Frías va treballar durant la seva trajectòria amb cineastes que procedien d'ambdós costats de l'Atlàntic, entre els quals destaquen Fernando Trueba, Gerardo Herrero, Bigas Luna, Juan Carlos Tabío o Tomás Gutiérrez Alea. Va treballar en més de 80 títols, entre els quals destaquen Sé infiel y no mires con quién, El año de las luces, Los viajes escolares, Cómo ser mujer y no morir en el intento, Huevos de oro, Malena es un nombre de tango, Lo más natural, Guantanamera, El alquimista impaciente o Territorio Comanche. El seu últim gran treball va ser El baile de la Victoria per Trueba en 2009, nominada al Goya al Millor Muntatge.
Frías va ser secretària general del Sindicat de Tècnics Audiovisuals Cinematogràfics de l'Estat Espanyol (TACE), càrrec al qual no es va presentar a una reelecció en 2008, per a dedicar-se a la docència. En 2014 va accedir a una entrevista a Días de Cine de Televisió Espanyola per a donar una lliçó sobre muntatge explicant la seva escena favorita del Cuirassat Potemkin d'Eisenstein. En 2013 recibió el Premio Mujeres de Cine del Festival de Gijón.
És mare de la muntadora Berta Frías. En 2019 va morir a Madrid als 82 anys víctima d'un càncer.

## Premis
Premis Goya
| Any  | Categoria       | Pel·lícula              | Resultat   |
| ---- | --------------- | ----------------------- | ---------- |
| 1989 | Millor muntatge | El sueño del mono loco  | Guanyadora |
| 1992 | Millor muntatge | Belle Époque            | Guanyadora |
| 1998 | Millor muntatge | La niña de tus ojos     | Nominada   |
| 2000 | Millor muntatge | Calle 54                | Nominada   |
| 2009 | Millor muntatge | El baile de la Victoria | Nominada   |

Medalles del Cercle d'Escriptors Cinematogràfics
| Any  | Categoria       | Pel·lícula    | Resultat   |
| ---- | --------------- | ------------- | ---------- |
| 1993 | Millor muntatge | Huevos de oro | Guanyadora |

- Premi Dones de Cinema. Festival Internacional de Cinema de Gijón, 2013

## Filmografia seleccionada
- El sueño del mono loco (Fernando Trueba,1989)
- Belle Époque (Fernando Trueba, 1992)
- La niña de tus ojos (Fernando Trueba,1998)
- Calle 54 (Fernando Trueba, 2000)
- El baile de la Victoria (Fernando Trueba, 2009)
- Sé infiel y no mires con quién (Fernando Trueba, 1985)
- El año de las luces (Fernando Trueba,1986)
- Los viajes escolares (Jaime Chávarri, 1974)
- Cómo ser mujer y no morir en el intento (Ana Belén, 1991)
- Huevos de oro (Bigas Luna, 1993)
- La teta i la lluna (Bigas Luna, 1994)
- Malena es un nombre de tango (Gerardo Herrero, 1995)
- Lo más natural (Josefina Molina, 1991)
- Guantanamera (Tomás Gutiérrez Alea y Juan Carlos Tabío, 1995)
- El alquimista impaciente (Patricia Ferreira, 2002)
- Territorio Comanche (Gerardo Herrero, 1997)
- Para que no me olvides (Patricia Ferreira, 2005)